# Joinville-le-Pont
Pour les articles homonymes, voir Joinville.
Joinville-le-Pont est une commune française située dans le département du Val-de-Marne en région Île-de-France. La commune est créée en 1790, par démembrement de l’ancienne paroisse de Saint-Maur (actuellement Saint-Maur-des-Fossés), sous le nom de La Branche-du-Pont-de-Saint-Maur, avant d'être renommée Joinville-le-Pont en 1831.
Ses habitants sont appelés les Joinvillais.

## Géographie

### Localisation

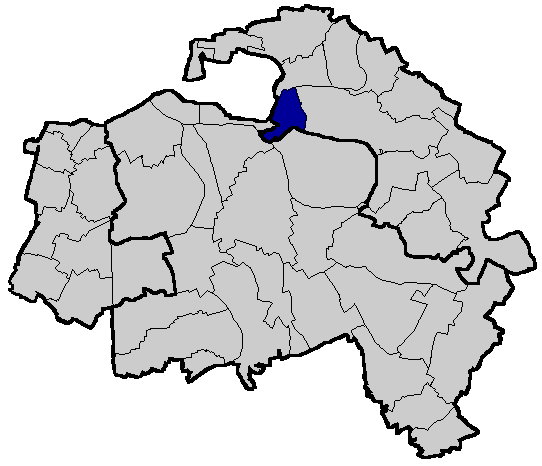
Localisation de Joinville-le-Pont dans le Val-de-Marne.

| Paris (bois de Vincennes)                  | Nogent-sur-Marne      | Champigny-sur-Marne   |
| Paris (bois de Vincennes) et Saint-Maurice | Joinville-le-Pont     | Champigny-sur-Marne   |
| Maisons-Alfort                             | Saint-Maur-des-Fossés | Saint-Maur-des-Fossés |

### Hydrographie

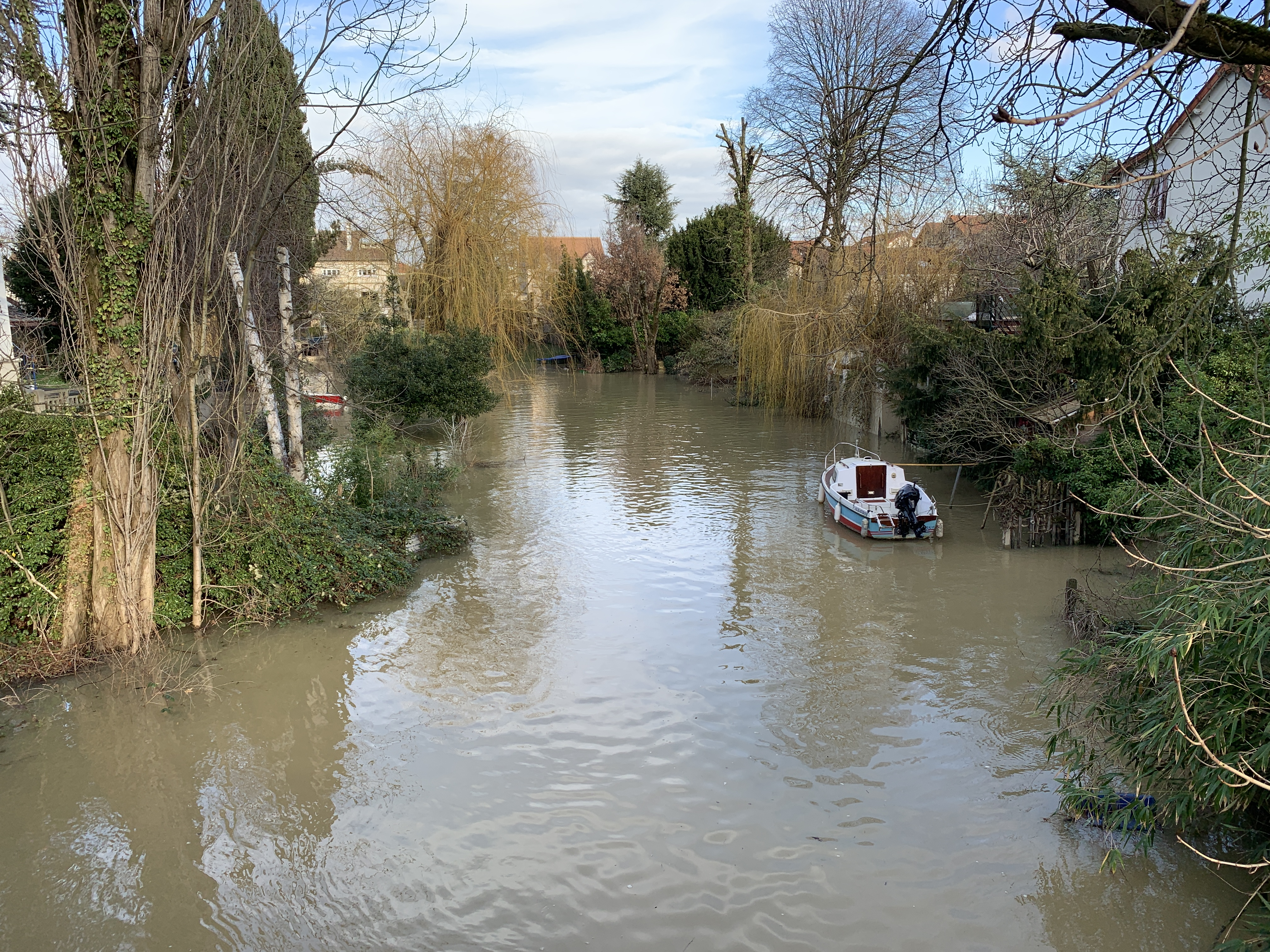
Canal de Polangis.

La commune est traversée en son milieu par la Marne qui sépare la ville en deux : à l'est, le bas de Joinville et à l'ouest le haut de Joinville. L'île Fanac occupe le lit de la rivière, tandis que l'île des Saints Pères est délimitée par le canal dit de Saint-Maur, qui permet d'éviter aux bateaux une boucle importante. Un canal, dit ru de Polangis, serpente dans le quartier du même nom.

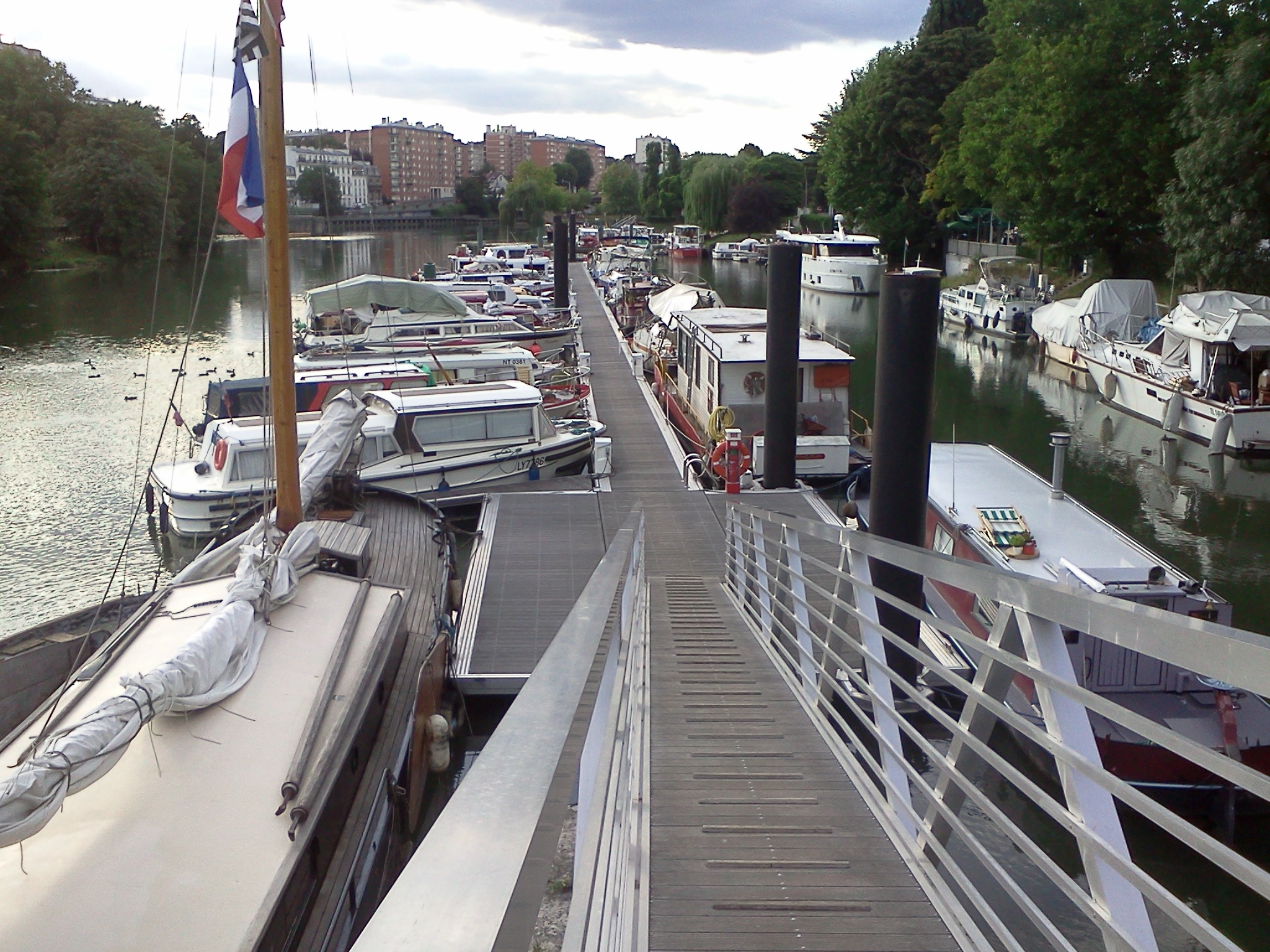
Port de plaisance.

La Marne, grande rivière, serpente doucement entre les coteaux à l’ouest du plateau de la Brie. Elle traverse Joinville-le-Pont avant de faire une large boucle autour de la presqu'ile de Saint-Maur-des-Fossés et de s’associer avec la Seine au pont de Charenton pour traverser Paris.
Depuis les temps anciens, le seul franchissement possible de la Marne pour aller de Paris vers les régions de l’Est était le pont de Joinville situé au début de la boucle de Saint-Maur-des-Fossés.
Au cours du XIXe siècle, grâce à sa liaison facile avec Paris par le chemin de fer de la Bastille, les Parisiens vinrent en grand nombre les dimanches, attirés par le canotage sur la Marne. Un canal a été creusé spécialement pour les rameurs au travers du quartier de Polangis, baptisé rivière (ou ru) de Polangis. Le canotage a laissé la place au kayak et à l’aviron dans la seconde moitié du XXe siècle. De nombreuses régates à l'aviron ont été disputées sur le plan d’eau de Joinville, notamment, la "tête de rivière" chaque début du mois de mai, jusqu'à la fin des années 1960, et accueille à présent chaque année le Grand 8.
Le plan d’eau abrite un port de plaisance, sur l'emplacement duquel se trouvaient plusieurs piscines découvertes dans la Marne même, dont le "banc de sable" que les anciens Joinvillais ont tous connu, lesquels pour la plupart y ont appris à nager. Un barrage empêche la navigation dans la grande boucle de la Marne. Cependant, le tunnel dit de Saint-Maur puis une écluse permettent aux bateaux de rejoindre la Seine.
L'usine des Eaux de Paris, située à Joinville, fournit en eau potable les quartiers est de la capitale. Elle utilise l'eau de la Marne. Joinville est alimentée également par de l'eau de la Marne, mais provenant de l'usine du SEDIF de Noisy-le-Grand
Le Festival de l'Oh! (organisé par le département du Val-de-Marne) est jumelé à Joinville avec la fête des Guinguettes. Les deux manifestations se tiennent généralement en mai.

### Voies de communication et transports

#### Voies routières
La commune est traversée d'est en ouest par la nationale 4 qui enjambe la Marne par le pont de Joinville qui prend appui sur l'île Fanac.

#### Transports en commun
La commune est desservie par le   avec la gare Joinville-le-Pont. Elle est aussi traversée par les lignes 77, 101, 106, 108, 110, 111, 112, 201, 281 et 317 du réseau de bus RATP.

### Climat
Pour des articles plus généraux, voir Climat de l'Île-de-France et Climat du Val-de-Marne.
En 2010, le climat de la commune est de type climat océanique dégradé des plaines du Centre et du Nord, selon une étude du CNRS s'appuyant sur une série de données couvrant la période 1971-2000. En 2020, Météo-France publie une typologie des climats de la France métropolitaine dans laquelle la commune est exposée à un climat océanique altéré et est dans la région climatique  Sud-ouest du bassin Parisien, caractérisée par une faible pluviométrie, notamment au printemps (120 à 150 mm) et un hiver froid (3,5 °C). 
Pour la période 1971-2000, la température annuelle moyenne est de 12,2 °C, avec une amplitude thermique annuelle de 15,4 °C. Le cumul annuel moyen de précipitations est de 640 mm, avec 10,8 jours de précipitations en janvier et 7,8 jours en juillet. Pour la période 1991-2020, la température moyenne annuelle observée sur la station météorologique installée sur la commune est de 12,9 °C et le cumul annuel moyen de précipitations est de 654,0 mm,. Pour l'avenir, les paramètres climatiques de la commune estimés pour 2050 selon différents scénarios d'émission de gaz à effet de serre sont consultables sur un site dédié publié par Météo-France en novembre 2022.
| Mois                                  | jan.             | fév.             | mars          | avril           | mai           | juin           | jui.          | août           | sep.          | oct.        | nov.            | déc.            | année      |
| ------------------------------------- | ---------------- | ---------------- | ------------- | --------------- | ------------- | -------------- | ------------- | -------------- | ------------- | ----------- | --------------- | --------------- | ---------- |
| Température minimale moyenne (°C)     | 2,5              | 2,5              | 4,7           | 7,1             | 10,6          | 13,9           | 15,8          | 15,6           | 12,4          | 9,3         | 5,6             | 3,1             | 8,6        |
| Température moyenne (°C)              | 5,2              | 6                | 9,2           | 12,4            | 15,8          | 19,1           | 21,3          | 21,1           | 17,4          | 13,3        | 8,7             | 5,6             | 12,9       |
| Température maximale moyenne (°C)     | 7,9              | 9,5              | 13,7          | 17,6            | 21            | 24,3           | 26,8          | 26,5           | 22,5          | 17,4        | 11,7            | 8,1             | 17,3       |
| Record de froid (°C) date du record   | −15,6 17.01.1985 | −12,1 07.02.1991 | −6,6 01.03.05 | −2,5 12.04.1986 | 1 08.05.1997  | 4,8 04.06.1991 | 7,5 14.07.08  | 6,8 29.08.1986 | 4 18.09.10    | −1 28.10.03 | −6,8 24.11.1998 | −9,5 29.12.1996 | −15,6 1985 |
| Record de chaleur (°C) date du record | 17,3 27.01.03    | 22,5 27.02.19    | 27,5 31.03.21 | 31 20.04.18     | 33,4 27.05.05 | 38,9 21.06.17  | 42,5 25.07.19 | 41 12.08.03    | 35,9 08.09.23 | 31 03.10.11 | 22,5 08.11.15   | 17,2 17.12.15   | 42,5 2019  |
| Précipitations (mm)                   | 52               | 47,1             | 46,3          | 45,4            | 62,9          | 54,2           | 59,1          | 55,9           | 49,9          | 56,2        | 59,2            | 65,8            | 654        |

## Urbanisme

### Typologie
Au 1er janvier 2024, Joinville-le-Pont est catégorisée grand centre urbain, selon la nouvelle grille communale de densité à sept niveaux définie par l'Insee en 2022.
Elle appartient à l'unité urbaine de Paris, une agglomération inter-départementale regroupant 407  communes, dont elle est une commune de la banlieue,,. Par ailleurs la commune fait partie de l'aire d'attraction de Paris, dont elle est une commune du pôle principal,. Cette aire regroupe 1 929 communes,.

### Morphologie urbaine
La commune de Joinville-le-Pont est constituée de deux ensembles de quartiers, séparés par la Marne :
- Joinville-le-Haut qui comprend le quartier du centre, le quartier Vautier, le quartier des Canadiens, la résidence Espérance et le quartier du Quai de la Marne ;
- Joinville-le-Bas qui comprend le quartier de Polangis et le quartier de Palissy, séparés eux-mêmes par l'avenue du Général-Gallieni (RD 4 ex-N 4).

Il y a aussi l'île Fanac, sur la Marne, accessible par le pont de Joinville.

## Toponymie

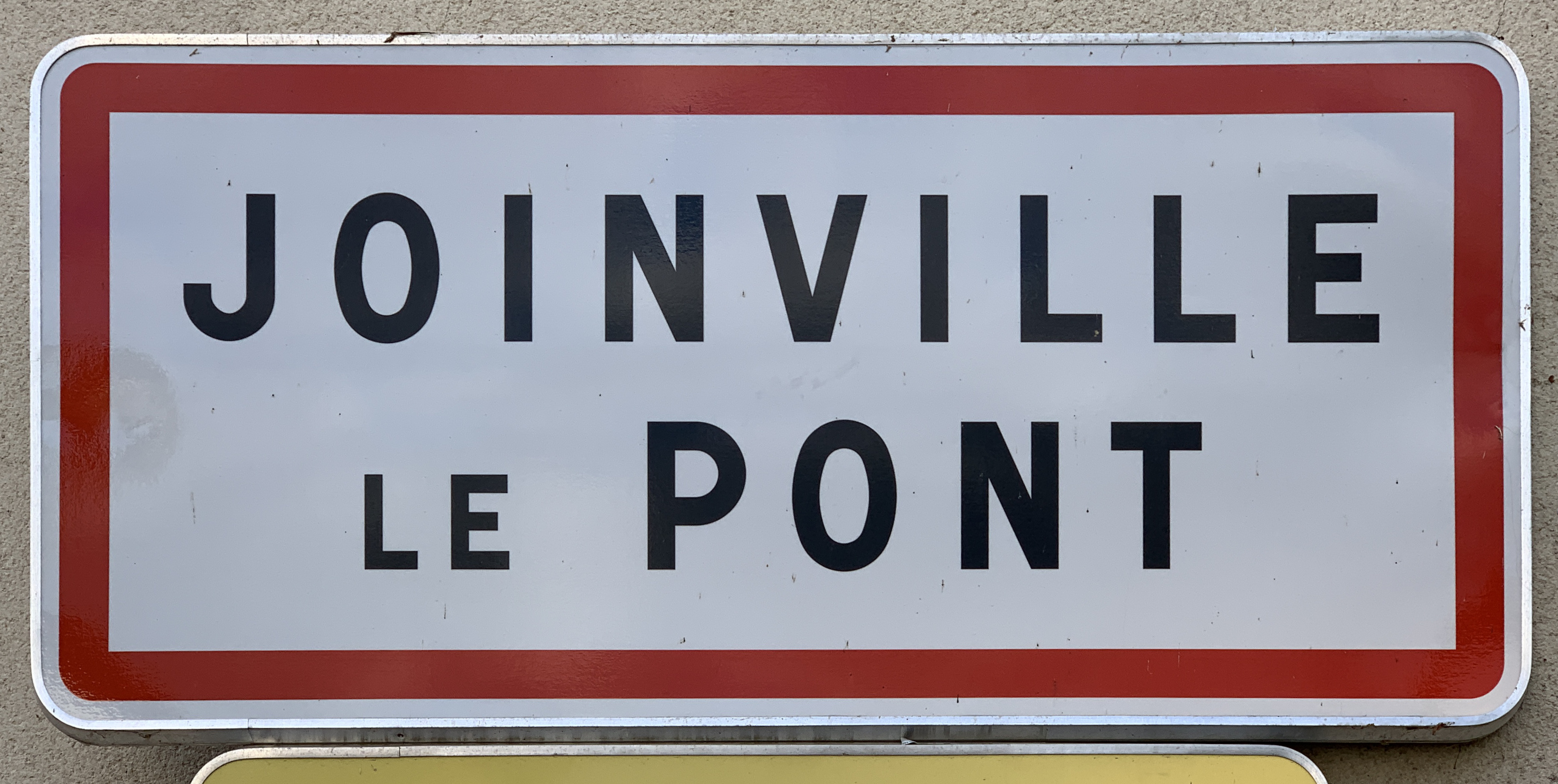
Panneau d'entrée dans la commune.

## Histoire

### Le hameau du Pont de Saint-Maur
Joinville était à l'origine rattachée à la ville de Saint-Maur. L'archevêque Odon de Sully dote l'abbaye de Saint-Maur, en 1205, d'un pont sur la Marne dénommé Pont Olin. Sur les rives s'installent des auberges pour les bateliers et les voyageurs. Elles constituent, vers 1259, le hameau dit de Pont des Fossés, puis de Pont de Saint-Maur. Il deviendra ensuite la Branche du Pont de-Saint-Maur. Une chapelle dédiée à saint Léonard est édifiée pour les bateliers.
Le 25 avril 1590, le futur Henri IV, roi de Navarre, prend le pont avec deux pièces d'artillerie et 15 000 hommes. En 1649, le pont est détruit par les partisans de la Fronde. En 1652, les soldats du Condé font de même. En 1669, la Branche-du-Pont-de-Saint-Maur compte cent trente-deux feux soit quelque quatre-cent-trente habitants. Rattachée jusqu'en 1693 à la paroisse de Fontenay, elle dépend ensuite de celle de Saint-Maur.

### La période révolutionnaire

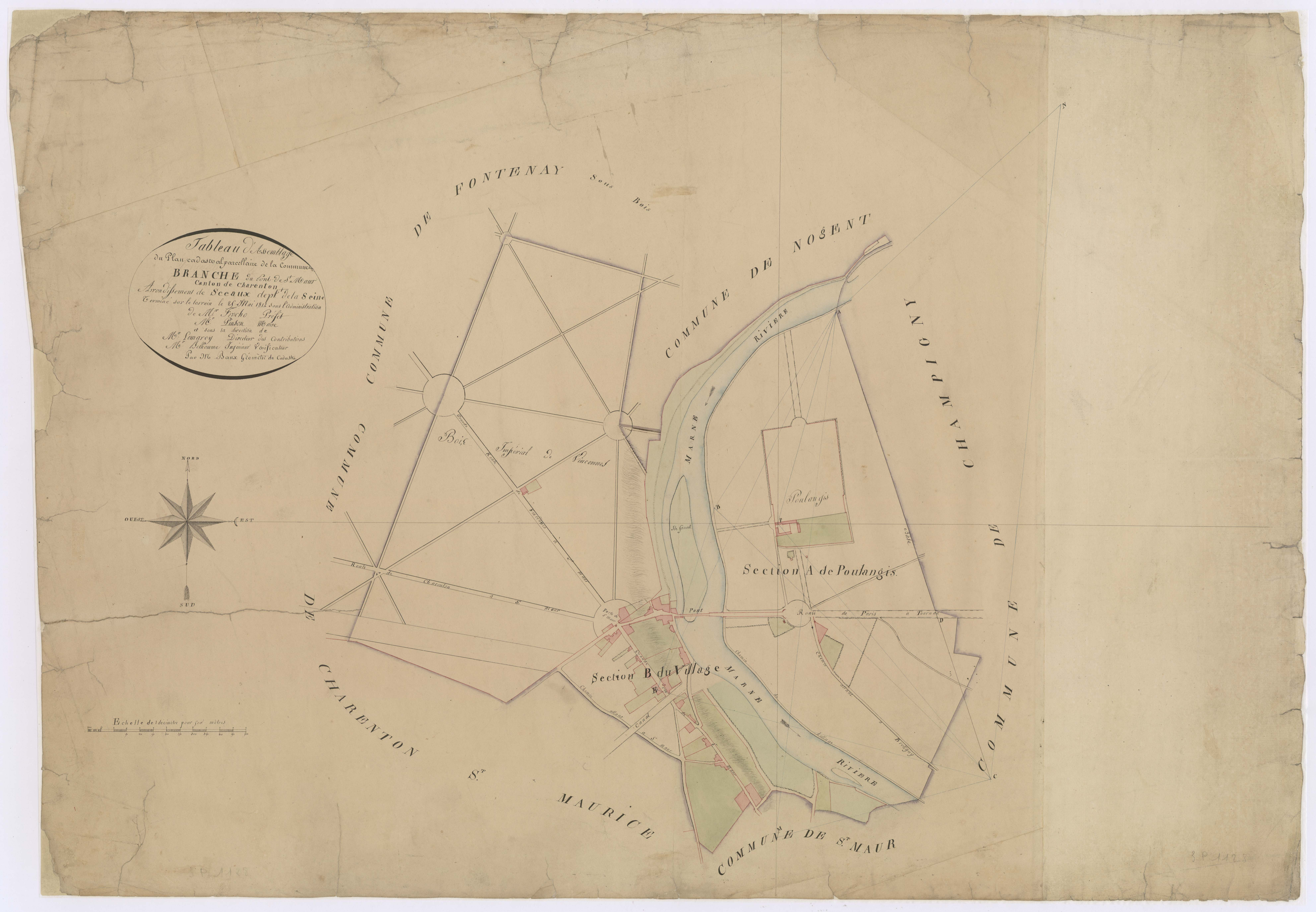
La Branche-du-Pont-de-Saint-Maur, plan cadastral, 1812.

La Révolution française voit la transformation des anciennes paroisses en communes. En 1790, les habitants de la Branche du Pont de Saint-Maur (409 en 1793) proclament leur commune indépendante de celle de Saint-Maur, arguant de l'existence d'un lieu de culte, la chapelle Saint-Léonard.
En 1790, la commune est constituée sous le nom de La Branche-du-Pont-de-Saint-Maur. Edmée Lheureux devient le premier maire avec comme officiers municipaux Jean Le Jeune et Laurent-François Pinson, qui deviendra maire en 1800. Il exerce également la profession de marchand de bois. Elle est référencée en 1791 comme faisant partie du département de Paris (qui deviendra celui de la Seine en 1795), du district de Bourg-la-Reine, rebaptisé Bourg-l'Égalité l'année suivante, et du canton de Vincennes.
Le maire de Saint-Maur proteste et adresse une plainte à la municipalité de Paris, le 5 mai 1791. Des démarches identiques seront renouvelées jusqu'en 1830 par les élus de Saint-Maur.
En application de la Loi du 28 pluviôse an VIII, un conseil municipal est élu en 1800. Le préfet de la Seine, Nicolas Frochot, désigne Laurent Pinson (1755-1814), marchand de bois, en tant que maire de la commune. Il mourra en fonction en 1814.
Le 30 mars 1814, l'armée française est battue par les régiments autrichiens, wurtembourgeois et cosaques autour du pont. La bataille fait 265 morts. Des cadavres ont été retirés de la Marne pendant deux mois.

### Joinville-le-Pont

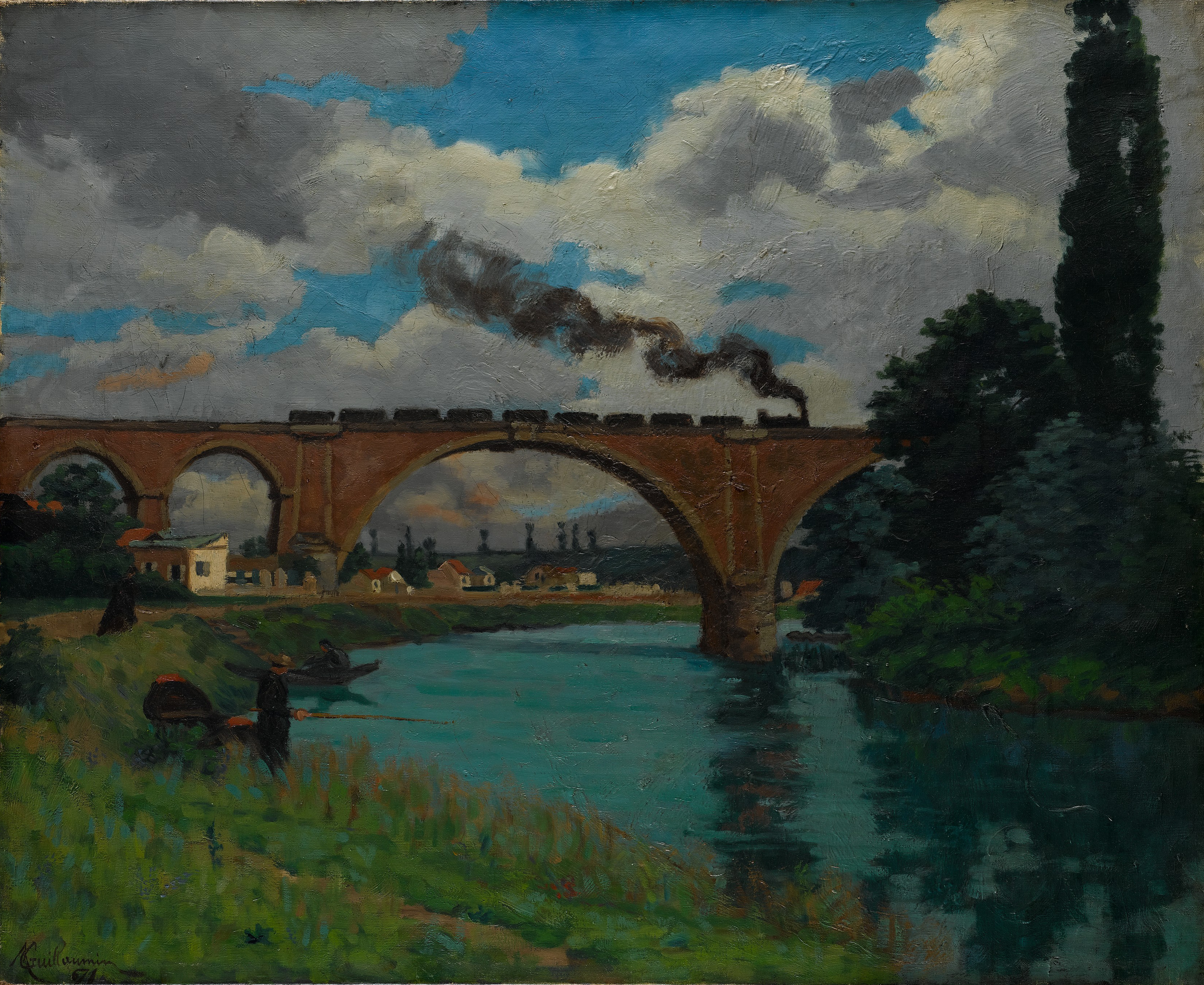
Pont ferroviaire au-dessus de la Marne à Joinville
Armand Guillaumin, 1871-1875
New York, Metropolitan Museum of Art

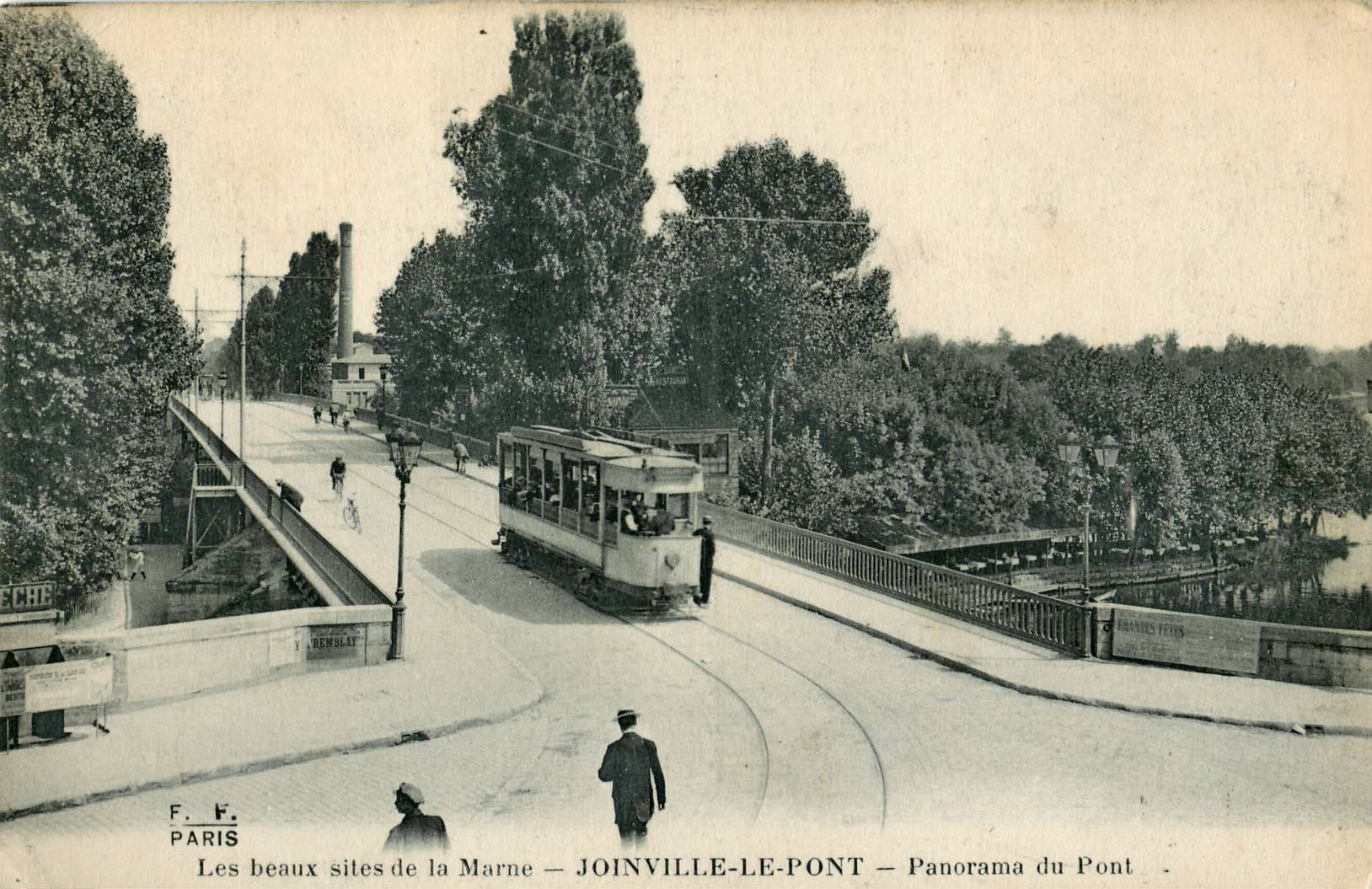
Tramway de la ligne 10 (Porte de Vincennes –Champigny-gare) de la compagnie des tramways de l'Est parisien sur le pont de Joinville vers 1910 : Outre la ligne de Vincennes, la ville était desservie dès le début du XX par les tramways parisiens.

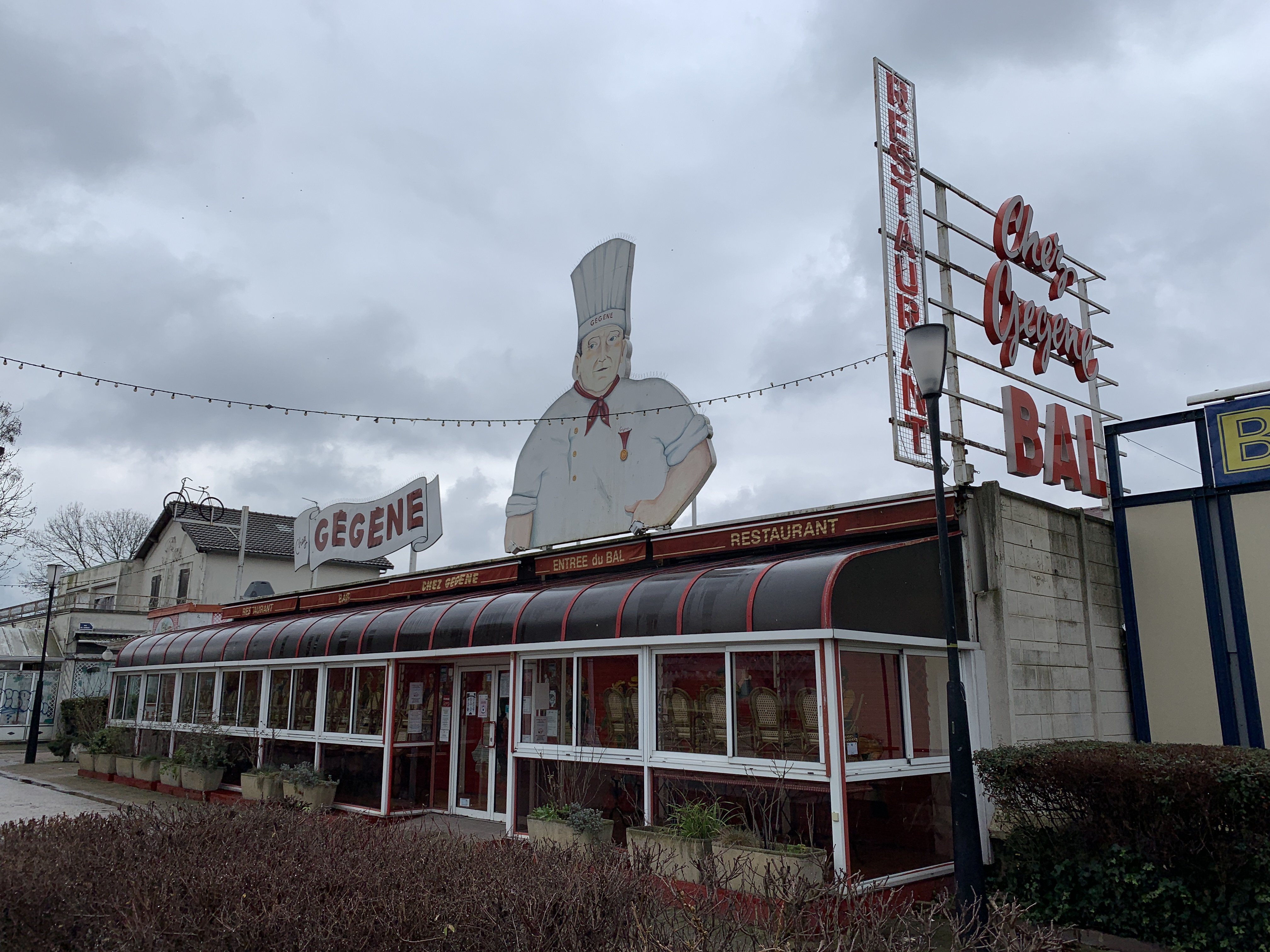
Le fameux restaurant de guinguettes Chez Gégène.

En 1830, Laurent-Nicolas Pinson (1788-1867), marchand de bois, fils de Laurent-François Pinson, devient maire de La Branche-du-Pont-de-Saint-Maur.
Le conseil municipal et son maire, Laurent-Nicolas Pinson, obtiennent du roi Louis-Philippe que la commune soit désormais appelée Joinville-le-Pont en l'honneur de François d'Orléans, prince de Joinville (1818-1900), troisième fils de Louis-Philippe. L’ordonnance royale du 19 août 1831 autorise ce changement d'appellation, auquel on adjoint « -le-Pont » pour éviter la confusion avec Joinville dans la Haute-Marne.
Pendant le siège de Paris, la municipalité de Joinville est déplacée dans la capitale. Le château de Polangis est un point stratégique au cours de la sanglante bataille de Champigny, étant avec la ferme du Tremblay la seule construction dans la plaine. Le général Ducrot y installe son quartier général. La bataille qui dure du 30 novembre au 2 décembre 1870 a lieu à Champigny et Joinville entre les troupes françaises et allemandes, tandis que les troupes nationales ont détruit le pont de Joinville. On comptera 2 000 morts.
La ville de Joinville est particulièrement connue depuis le XIXe siècle pour ses guinguettes, installées le long de la Marne. Les Parisiens venaient y passer leur dimanche au bord de l'eau en empruntant le chemin de fer de la ligne de Vincennes, dont le terminus côté Paris se trouvait place de la Bastille, devenue aujourd'hui la ligne de RER A. Des maisons secondaires sont alors construites au bord de l'eau afin d'y venir pour flâner le week-end. Elles sont divisées en plusieurs pièces indépendantes pour trois ou quatre familles. Aujourd'hui ces « appartements » ont fusionné pour donner de belles villas à 20 minutes du centre de Paris.
On retrouve des témoignages de cette époque à travers différents tableaux ou différentes œuvres littéraires, telles que le roman d'Émile Zola, Au Bonheur des Dames. Aujourd'hui subsistent encore quelques guinguettes, telles que Chez Gégène, qui s'animent pendant les week-ends de la belle saison.
Après la création de l'Indochine française, l'école Parangon est créée à Joinville-le-Pont. Dépendant de l'Alliance française et dirigée par l'ancien inspecteur colonial André Sales, elle accueille de jeunes Vietnamiens qui y préparent le brevet élémentaire et le brevet d'enseignement primaire supérieur
Pendant la Première Guerre mondiale, Joinville accueille un hôpital canadien.
En 1921, Pathé y installe ses studios de cinéma qui, malgré diverses tribulations, dureront jusqu'en 1987. De très nombreux films y ont été tournés.
En 1929, la ville de Paris annexe la totalité du bois de Vincennes, amputant Joinville d'une partie de son territoire et notamment de l'hippodrome de Vincennes et de l'école de sports, devenue INSEP.
Le 25 août 1944, une importante bataille oppose des Forces françaises de l'intérieur (FFI) aux soldats allemands. Elle fait 19 morts parmi les combattants de la Résistance et les civils, dont 12 Joinvillais.
En 1971, la construction de l'autoroute de l'Est (autoroute A4) entraîne la démolition de 130 pavillons et plusieurs restaurants avec terrasses en bord de Marne, notamment: quai de la Marne.
En 1987, les studios de télévision (ancien studios de cinéma) de la SFP de Joinville sont fermés et transférés à Bry-sur-Marne.

## Politique et administration

### Rattachements administratifs et électoraux
Jusqu’à la loi du 10 juillet 1964, la commune faisait partie du département de la Seine. Le redécoupage des anciens départements de la Seine et de Seine-et-Oise fait que la commune appartient désormais au Val-de-Marne à la suite d'un transfert administratif effectif le 1er janvier 1968.
La commune était depuis 1959 le chef-lieu du canton de Joinville-le-Pont, initialement de la Seine, puis du Val-de-Marne. Dans le cadre du redécoupage cantonal de 2014 en France, la commune fait désormais partie du canton de Charenton-le-Pont.

### Intercommunalité
La commune n'était membre, jusqu'en 2015, d'aucune intercommunalité à fiscalité propre.
Dans le cadre de la mise en œuvre de la volonté gouvernementale de favoriser le développement du centre de l'agglomération parisienne comme pôle mondial est créée, le 1er janvier 2016, la métropole du Grand Paris (MGP), dont la commune est membre.
La loi portant nouvelle organisation territoriale de la République du 7 août 2015 prévoit également la création de nouvelles structures administratives regroupant les communes membres de la métropole, constituées d'ensembles de plus de 300 000 habitants, et dotées de nombreuses compétences, les établissements publics territoriaux (EPT).
La commune a donc également été intégrée le 1er janvier 2016 à l'établissement public territorial Paris-Est-Marne et Bois.

### Tendances politiques et résultats

#### Élections présidentielles de 2012
| Candidat       | Candidat                    | Premier tour | Premier tour | Second tour | Second tour |
| Candidat       | Candidat                    | Voix         | %            | Voix        | %           |
| -------------- | --------------------------- | ------------ | ------------ | ----------- | ----------- |
|                | Eva Joly (EÉLV)             | 309          | 3,38         |             |             |
|                | Marine Le Pen (FN)          | 968          | 10,59        |             |             |
|                | Nicolas Sarkozy (UMP)       | 2 796        | 30,58        | 4 423       | 47,85       |
|                | Jean-Luc Mélenchon (FG)     | 1007         | 11,01        |             |             |
|                | Philippe Poutou (NPA)       | 68           | 0,74         |             |             |
|                | Nathalie Arthaud (LO)       | 28           | 0,31         |             |             |
|                | Jacques Cheminade (SP)      | 22           | 0,24         |             |             |
|                | François Bayrou (MoDem)     | 974          | 10,65        |             |             |
|                | Nicolas Dupont-Aignan (DLR) | 140          | 1,53         |             |             |
|                | François Hollande (PS)      | 2 831        | 27,54        | 4 821       | 52,15       |
|                |                             |              |              |             |             |
| Inscrits       | Inscrits                    | 11 996       | 100,00       | 11 999      | 100,00      |
| Abstentions    | Abstentions                 | 2 710        | 22,59        | 2 322       | 19,35       |
| Votants        | Votants                     | 9 286        | 77,41        | 9 677       | 80,65       |
| Blancs et nuls | Blancs et nuls              | 143          | 1,54         | 433         | 4,47        |
| Exprimés       | Exprimés                    | 9 143        | 76,22        | 9 244       | 77,04       |

### Liste des maires
Depuis la Libération de la France, sept maires se sont succédé :
| Période   | Période                     | Identité               | Étiquette    | Qualité |
| --------- | --------------------------- | ---------------------- | ------------ | --- |
| 1944      | février 1953                | Robert Deloche         | PCF          | Ouvrier Conseiller général de la Seine (? → 1953) Démissionnaire |
| mars 1953 | avril 1953                  | Amélie Trayaud         | PCF          | Employée de tramway, résistante |
| 1953      | 1975                        | Georges-Maurice Defert | PSD          | Menuisier Conseiller général de Joinville-le-Pont (1967 → 1975) Décédé en fonction |
| 1975      | 1977                        | Jean-Pierre Garchery   | CNI          | Conseiller général de Joinville-le-Pont (1976 → 1982) |
| 1977      | 1983                        | Guy Gibout,            | PCF          | Journaliste |
| mars 1983 | 2008                        | Pierre Aubry           | RPR puis UMP | Chef d'entreprise Député du Val-de-Marne (7e circ.) (1987 → 2002) Conseiller général de Joinville-le-Pont (1982 → 2001 et 2002 → 2008)                                                                          |
| mars 2008 | En cours (au 18 avril 2016) | Olivier Dosne          | UMP puis LR  | Pharmacien Député du Val-de-Marne (7e circ.) (2004 → 2005 et 2010 → 2012) Conseiller régional (2010 → 2011 et 2015 → ) Vice-président de l'EPT Paris-Est-Marne et Bois (2016 → ) Réélu pour le mandat 2014-2020 |

### Jumelages

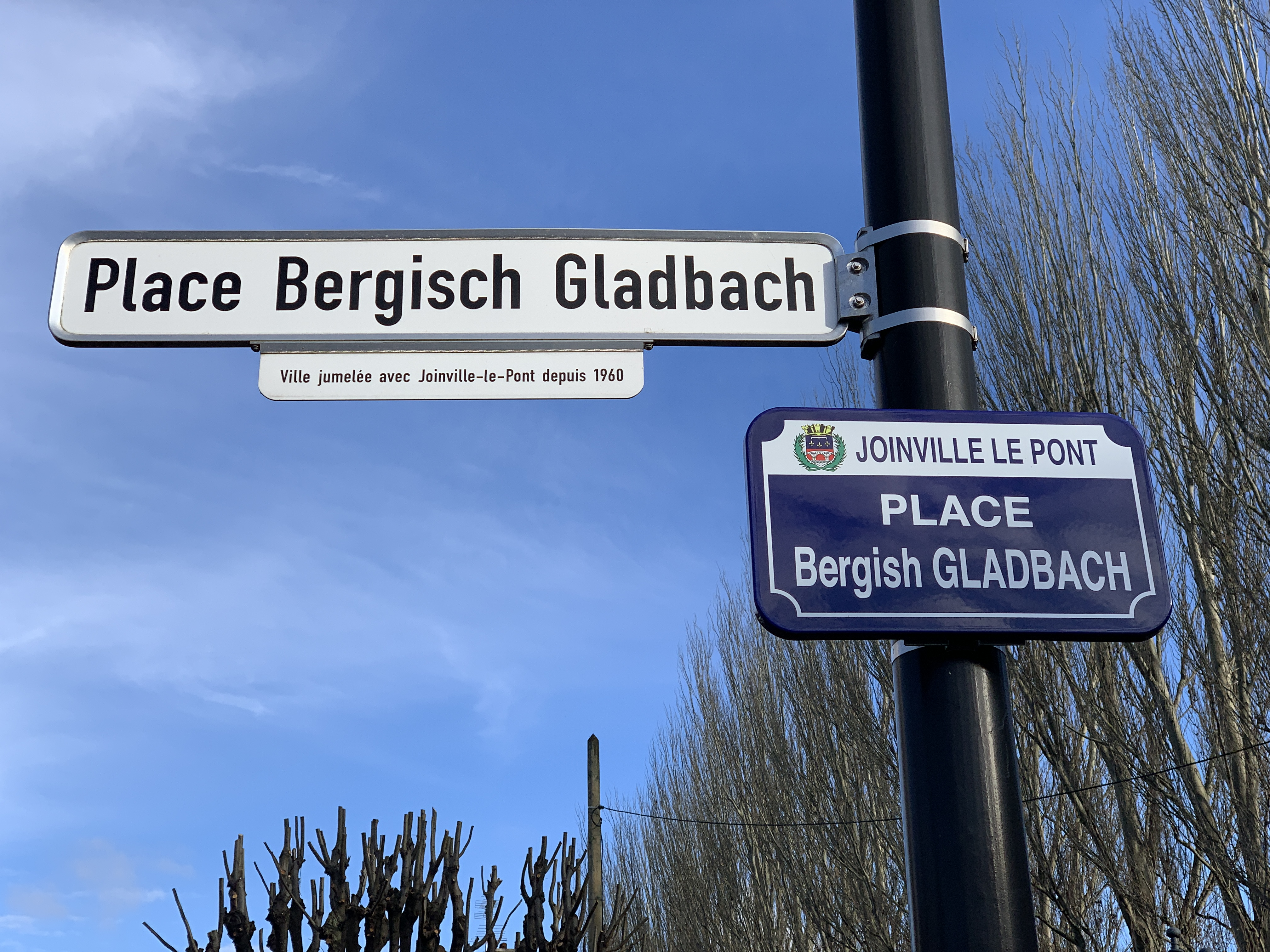
Panneaux de la place Bergisch Gladbach près du pont de Joinville.

Depuis 1960, Joinville-le-Pont est jumelée avec la ville de Bensberg en Allemagne, devenue en 1975 Bergisch Gladbach à la faveur d'un regroupement de communes. Située en Rhénanie-du-Nord-Westphalie, sa population est de 106 000 habitants.
Depuis 1960 également un jumelage a été conclu avec une ville du Royaume-Uni, Runnymede. Située dans le comté de Surrey, au sud-est de l’Angleterre, elle est devenue en 1974 Runnymede par suite également d'un regroupement de communes. Sa population est de 83 000 habitants.
En 2001, une charte de coopération a été signée avec la ville de Joinville au Brésil. Située dans l'État de Santa Catarina, au sud du pays, elle compte 515 000 habitants.
Depuis 2007, Joinville-le-Pont est jumelée avec la ville de Batalha, commune de 15 000 habitants, située au centre du Portugal, dans le district de Leiria.
- Bergisch Gladbach (Allemagne) depuis 1960
- Runnymede (Angleterre) depuis 1960
- Joinville (Brésil) depuis 2001
- Batalha (Portugal) depuis 2007

## Population et société

### Démographie
L'évolution du nombre d'habitants est connue à travers les recensements de la population effectués dans la commune depuis 1793. Pour les communes de plus de 10 000 habitants les recensements ont lieu chaque année à la suite d'une enquête par sondage auprès d'un échantillon d'adresses représentant 8 % de leurs logements, contrairement aux autres communes qui ont un recensement réel tous les cinq ans,.

En 2022, la commune comptait 20 784 habitants, en évolution de +10,41 % par rapport à 2016 (Val-de-Marne : +3 %, France hors Mayotte : +2,11 %).
| 1793 | 1800 | 1806 | 1821 | 1831 | 1836 | 1846 | 1851 | 1856  |
| ---- | ---- | ---- | ---- | ---- | ---- | ---- | ---- | ----- |
| 409  | 433  | 420  | 584  | 611  | 729  | 997  | 851  | 1 207 |

| 1861  | 1866  | 1872  | 1876  | 1881  | 1886  | 1891  | 1896  | 1901  |
| ----- | ----- | ----- | ----- | ----- | ----- | ----- | ----- | ----- |
| 1 751 | 2 086 | 2 380 | 2 901 | 3 364 | 3 778 | 4 324 | 5 016 | 6 016 |

| 1906  | 1911  | 1921  | 1926   | 1931   | 1936   | 1946   | 1954   | 1962   |
| ----- | ----- | ----- | ------ | ------ | ------ | ------ | ------ | ------ |
| 7 009 | 8 349 | 9 936 | 12 031 | 13 425 | 14 151 | 13 612 | 15 657 | 17 797 |

| 1968   | 1975   | 1982   | 1990   | 1999   | 2006   | 2011   | 2016   | 2021   |
| ------ | ------ | ------ | ------ | ------ | ------ | ------ | ------ | ------ |
| 17 467 | 17 608 | 16 934 | 16 657 | 17 117 | 17 177 | 17 953 | 18 824 | 20 413 |

| 2022   | - | - | - | - | - | - | - | - |
| ------ | - | - | - | - | - | - | - | - |
| 20 784 | - | - | - | - | - | - | - | - |

### Enseignement
Joinville-le-Pont accueille 4 écoles maternelles : école maternelle de Polangis, école maternelle P'tit Gibus, école maternelle du Simone Veil et école maternelle Jean de la Fontaine ; 4 écoles primaires : école primaire de Polangis, école primaire du Parangon, école primaire Eugène Voisin et école primaire Bernard Palissy ; 2 collèges : Collège Jules Ferry, Collège Jean Charcot ; et 1 lycée professionnel : Ensemble Sainte Marie.

#### Vie universitaire
La commune ne dispose pas d'université.

### Manifestations culturelles et festivités
La ville organise tous les ans la fête de la musique, la fête de l'été et le festival de l'eau.

### Sports

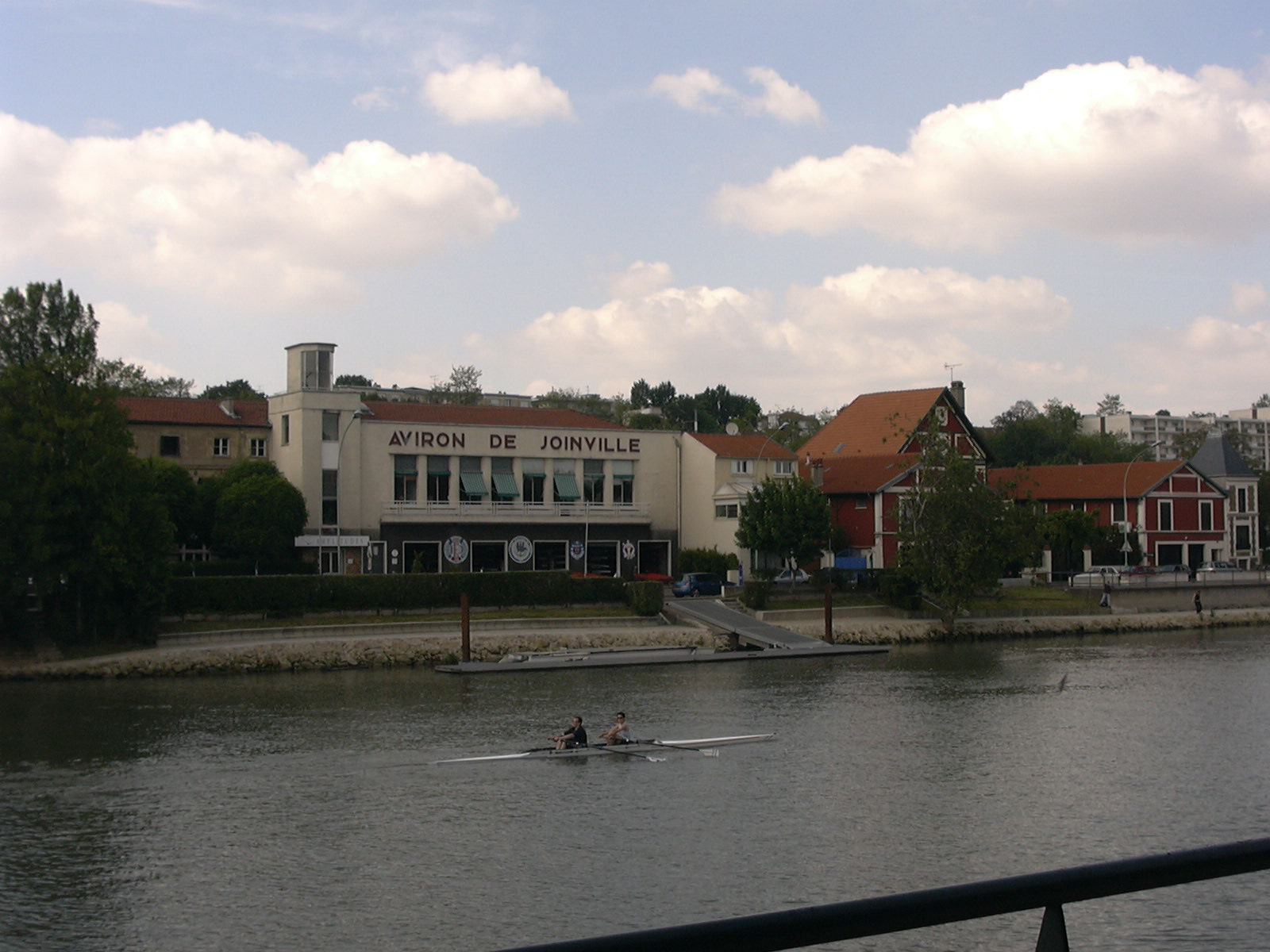
Aviron Joinville-le-Pont.

La commune accueille de nombreux pratiquants des sports nautiques avec 3 clubs d'aviron (dont l’Aviron Marne et Joinville) ou de kayak (Joinville Eau Vive). La Fédération française de canoë-kayak a son siège à Joinville.

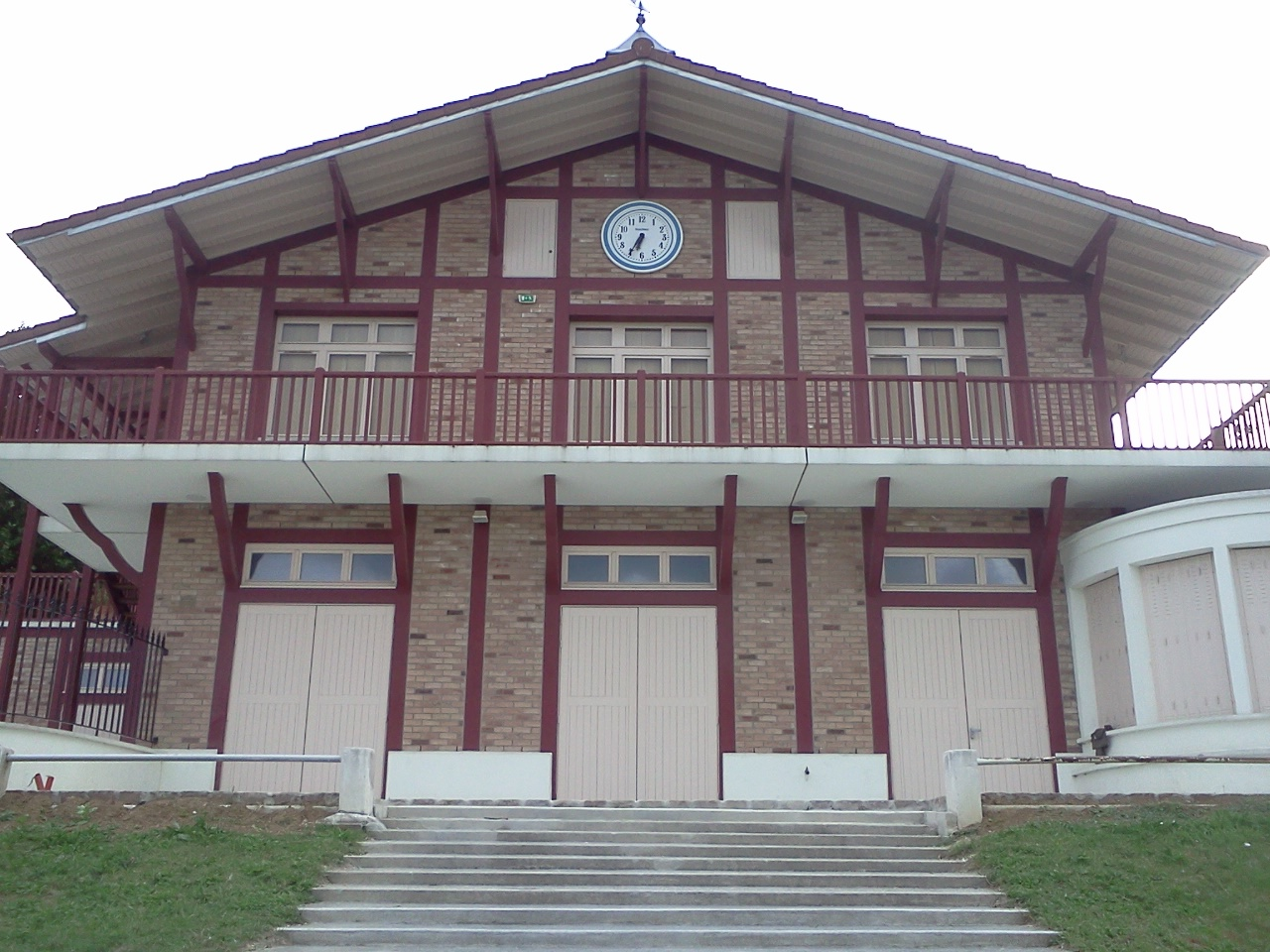
Le nouveau bâtiment du club "Aviron Marne et Joinville" face à la Marne sur l’île Fanac.

L’hippodrome de Vincennes, était situé jusqu’en 1929 sur le territoire de Joinville. Un quartier partagé entre Joinville-le-Pont et Saint-Maurice, le quartier des Canadiens, situé en bordure du Bois de Vincennes, accueillait des écuries et haras pour les chevaux, qui ont aujourd’hui disparu. Aujourd'hui, seul subsiste, le stade municipal Jean-Pierre Garchery de Joinville, situé sur le territoire de la ville de Paris et de son 12e arrondissement.
L’École normale militaire de Gymnastique, fondée en 1852, qui a donné naissance au Bataillon de Joinville, se situait elle aussi sur le territoire de Joinville avant 1929.
Le Racing Club de Joinville (RC Joinville), le club de football de la ville créé en 1985, est l'héritier du Racing Paris-Joinville, qui a évolué en Division 2 de 1970 à 1972 et qui fut lui-même issu de l'équipe militaire de football du bataillon de Joinville et de la section football du Club Olympique de Joinville. L’international Sylvain Wiltord y a notamment fait ses débuts.
L’Athletique Club Paris-Joinville, fondé en 1984, s'est fortement renforcé en 2007 avec chez les hommes, des spécialistes du triple saut (Sébastien Pincemail et Colomba Fofana) ou de la perche (Romain Mesnil) et chez les femmes, Sophie Duarte (3 000 mètres steeple), Muriel Hurtis (100 m et 200 m) ainsi que Françoise Mbango-Etone (triple saut), athlète camerounaise, médaillée d’or aux Jeux olympiques d'Athènes (Grèce) en 2004 et aux Jeux olympiques de Pékin (Chine) en 2008.
Le Racing Tennis Club de Joinville (RTC Joinville) est un club de tennis se situant au stade municipal Jean-Pierre Garchery avec les clubs du RC Joinville et de l'AC Paris-Joinville. Il possède 5 courts de tennis au total : 3 en béton, ou "quick", et 2 en terre battue. Les courts en terre battue sont recouverts par une bulle l'hiver.
L’Athletic Arc Club, club affilié à la Fédération française de tir à l'arc, fut créé en 1984 par Michaël Nayrole qui a été directeur technique national et entraîneur de Sébastien Flute, médaillé olympique aux Jeux olympiques de Barcelone en 1992 puis directeur de l’équipe de France en 1993. Le club est dissous en 2014
Clubs sportifs :
- Athletique Club Paris-Joinville
- Aviron Marne et Joinville
- Joinville Eau Vive
- RC Joinville
- Basket club Joinville
- RTC Joinville
- Joinville Handball Association
- Équipe militaire de handball du Bataillon de Joinville (disparu en 2002)

### Médias
La ville possède un journal municipal le "Joinville Mag".

### Cultes
La ville possède des églises, une synagogue et un temple bouddhiste.

## Économie

### Revenus de la population et fiscalité
En 2010, le revenu fiscal médian par ménage était de 34 610 €, ce qui plaçait Joinville-le-Pont au 7 610e rang parmi les 31 525 communes de plus de 39 ménages en métropole.

### Entreprises et commerces
L'activité économique est concentrée sur trois secteurs :
- l'optique avec notamment la lunetterie avec Luxury Eyewear (groupe Cartier) et plusieurs filiales d'Essilor ;
- le traitement de l'eau avec principalement l'usine Eaux de Paris qui approvisionne la ville de Paris ;
- l'image (cinéma, télévision, applications numériques). Depuis le transfert des studios de Joinville à Bry-sur-Marne par la SFP en 1987, il n'y a plus de studios de cinéma ou de télévision, mais des laboratoires de postproduction (GTC-Eclair) et de postsynchronisation (Les Auditoriums). Plusieurs entreprises sont installées dans le pôle de compétitivité image numérique, institué en 2005 par la région Île-de-France et l'État.
- la Cité du Cinéma, ancien site historique des studios Pathé a été cédé par le Consortium de réalisation à un ancien membre de l'entreprise, pour réhabilitation. Depuis novembre 2014, elle abrite notamment le siège du Groupe Jardiland.

Les activités touristiques sont importantes autour de la Marne, avec plusieurs guinguettes, des restaurants dansants fréquentés surtout à la belle saison. Un port de plaisance fonctionne, tandis que l'île des Saints Pères abrite des services de la navigation de la Seine et de Voies navigables de France.

## Culture locale et patrimoine

### Lieux et monuments

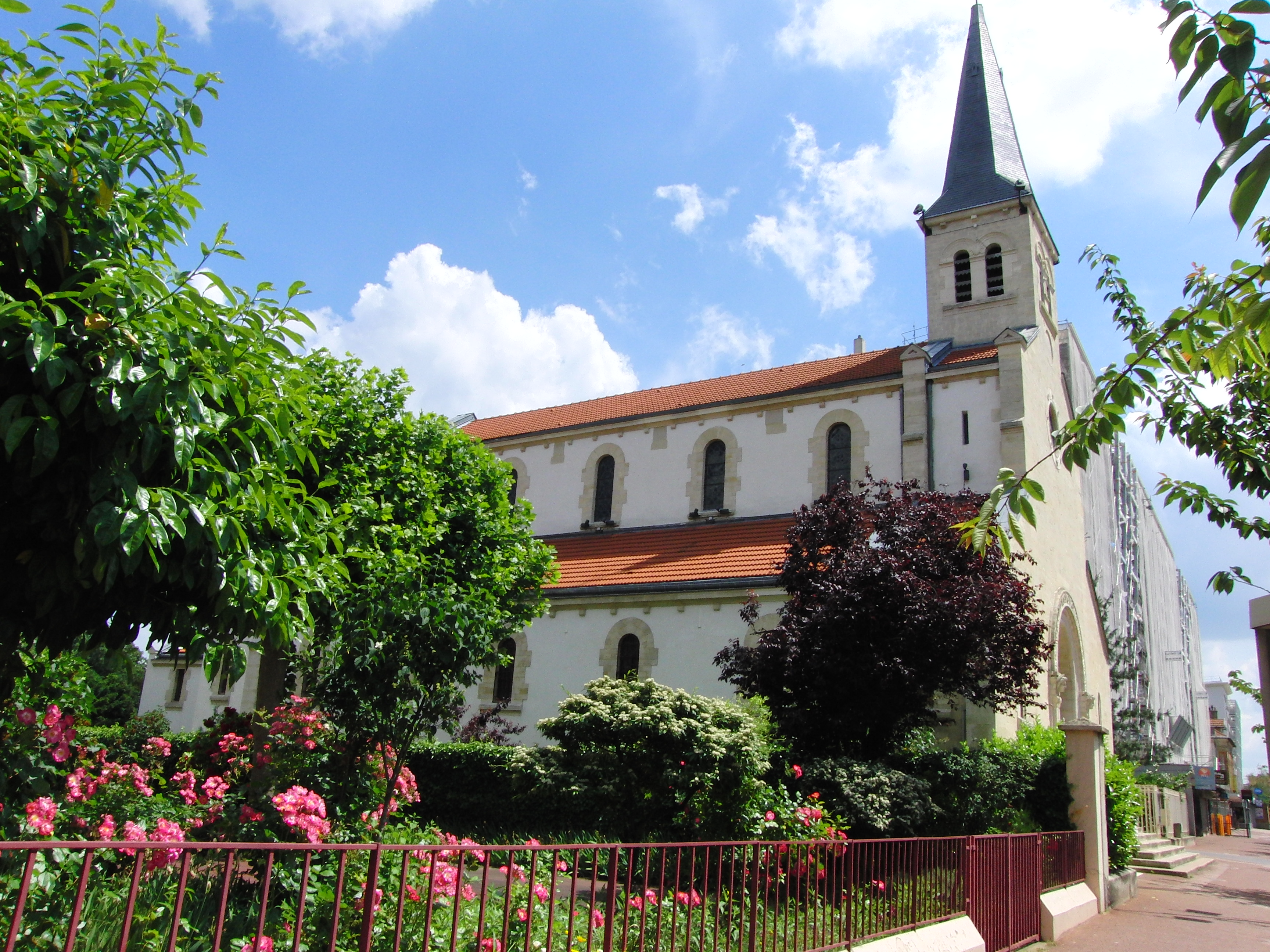
Église Saint-Charles-Boromée.
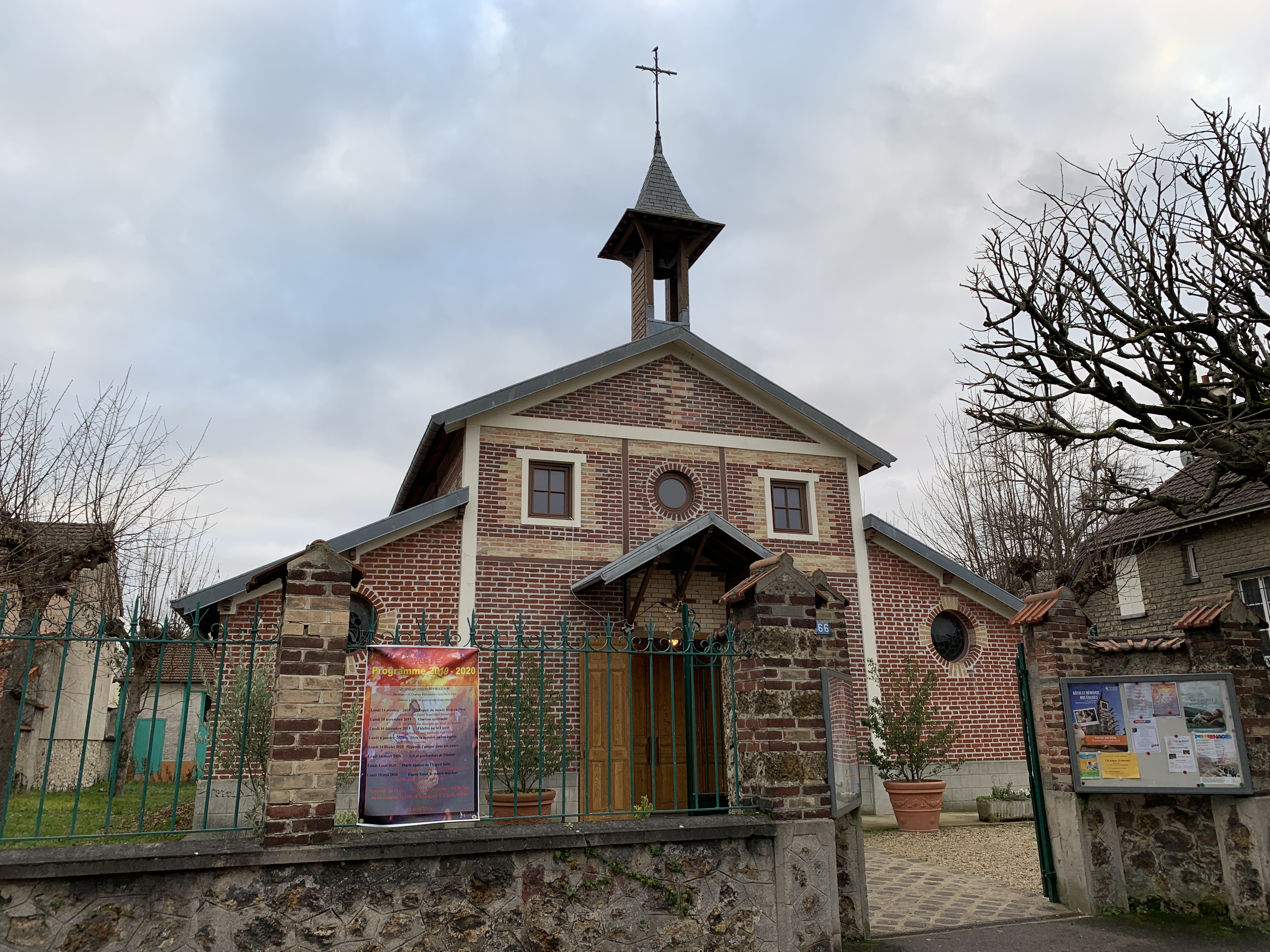
Église Sainte-Anne.
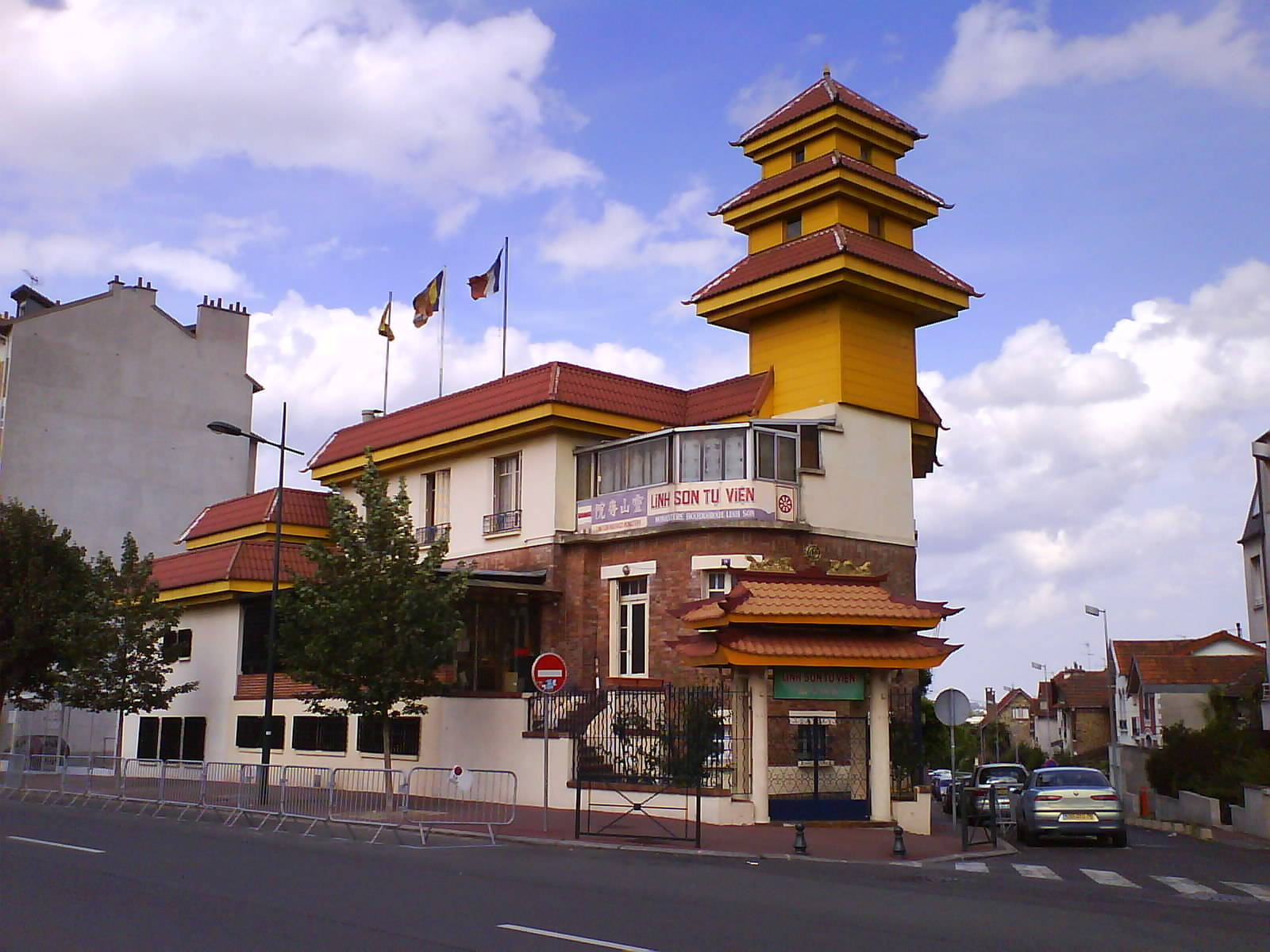
Pagode bouddhique Linh-Son sino-vietnamienne.
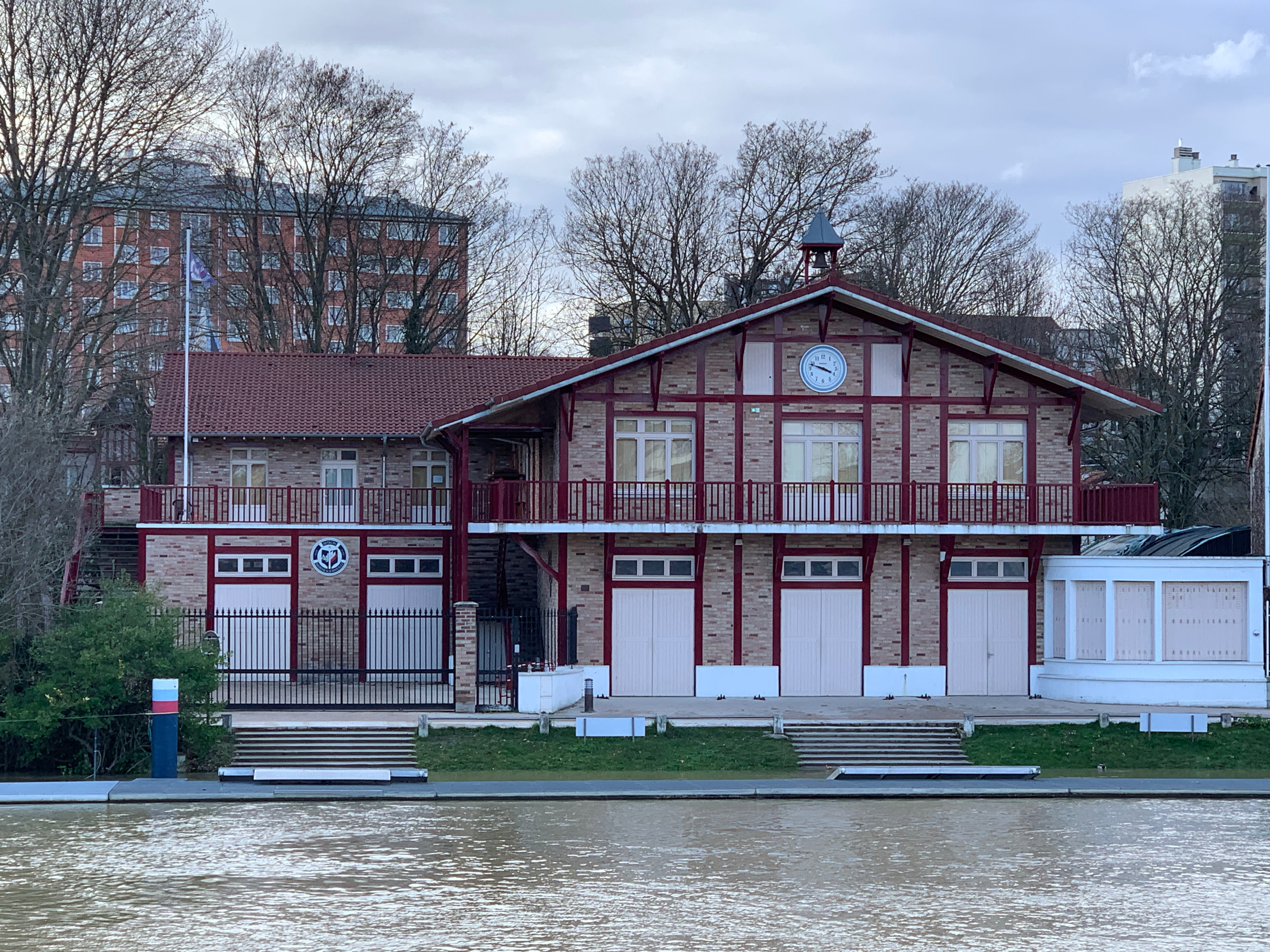
Bâtiment de l'Aviron Marne et Joinville.
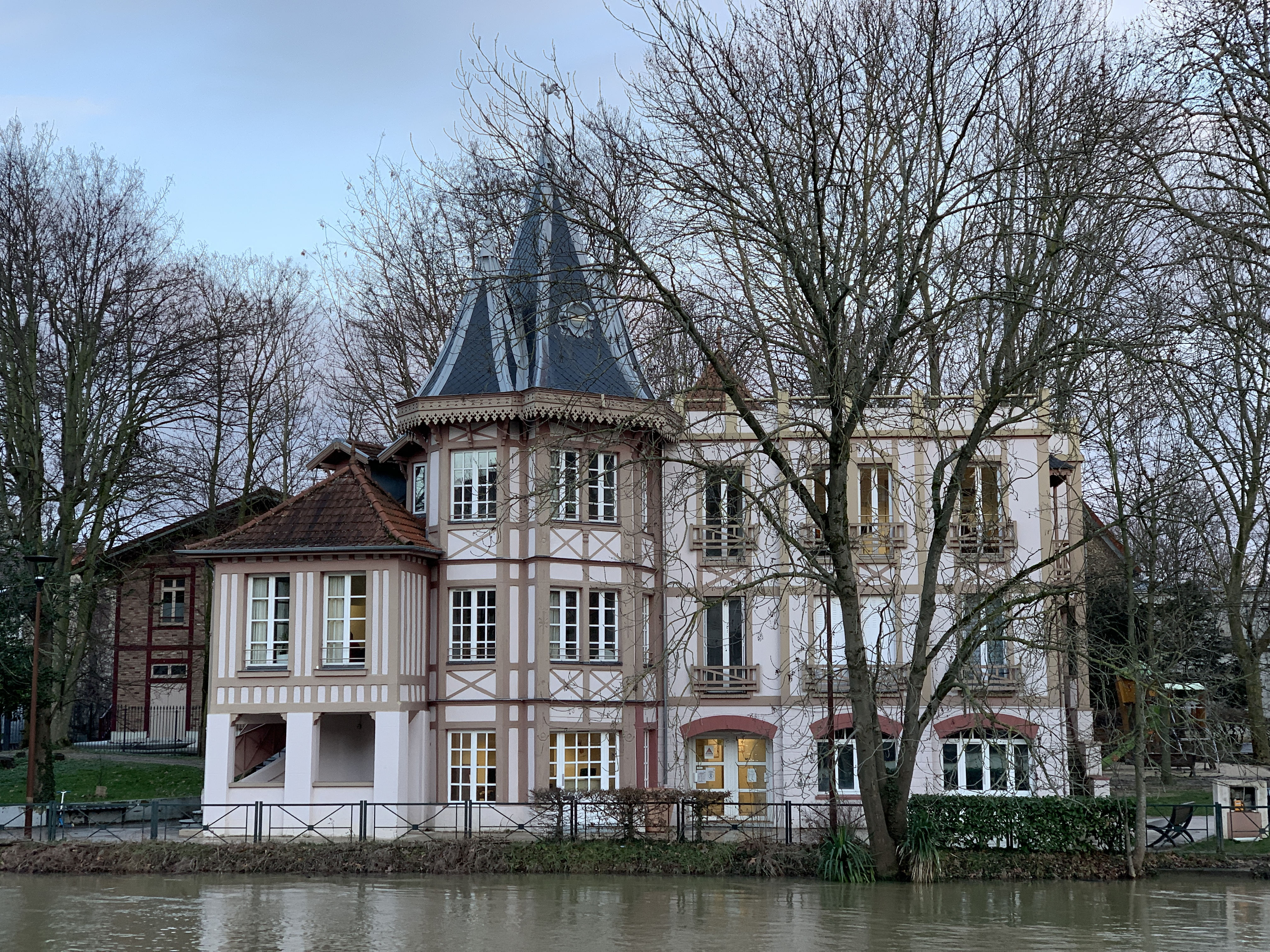
École municipale des arts.

#### Bâtiments cultuels
- Église Saint-Charles-Borromée
- Église Sainte-Anne (quartier Polangis)
- Temple bouddhique Linh Son, monastère et temple bouddhiste chinois et vietnamien
- Chapelle Saint-Léonard (disparue)
- Chapelle Notre-Dame-de-Presles (disparue)

#### Autres bâtiments
- Aviron Marne et Joinville, sur l'île Fanac, construit en 1883. Il a été détruit par un incendie en octobre 2005 et reconstruit à l'identique en 2007 ;
- Le château du Parangon, propriété du Conseil général du Val-de-Marne, abrite des services sociaux après avoir accueilli au début du XXe siècle l'école coloniale. Il a été construit dans la seconde moitié du XVIIe siècle et est entouré d'un vaste parc, en partie public ;
- Tombe de Jean-Baptiste Jupille, dit le berger Jupille, sauvé de la rage par Louis Pasteur en 1885 (cimetière de Joinville).
- Monument au sire de Joinville, situé rue du Grand Pont, inauguré en 1861[37].

### Patrimoine culturel
- École municipale des arts (anciennement nommée "École de musique Hector Berlioz") sur l'île Fanac.
- École de danse Aurélie Dupont.

### Joinville-le-Pont et la musique
- La chanson À Joinville-le-Pont, chantée par Bourvil en 1952 et reprise par Roger Pierre et Jean-Marc Thibault a conféré une réputation certaine à la ville.
- On peut trouver l'Ecole Municipale des Arts sur l'île Fanac.
- Le groupe Fuzzy Vox est originaire de Joinville. Le groupe revendique fièrement son origine Joinvillaise, et ne manque pas de le rappeler à chaque concert en Europe (même devant des publics non francophones).
- Les membres du groupe Naast y ont résidé.
- Laurent Voulzy s'est installé dans la commune où sa société, Les Éditions Laurent Voulzy, dispose d’un studio d’enregistrement.
- C'est également la ville de prédilection d'Aelpéacha, artiste et producteur de hip-hop français, tendance g-funk, ancien membre du collectif CSRD, qui n'hésite jamais à citer sa ville dans la majorité de ses créations, sous le sobriquet de Splifton. Il y enregistre dans un studio baptisé Delaplage.
- Certains membres de la Mafia K1 Fry y résident.

### Personnalités liées à la commune
- Edmé Jean Antoine du Puget d'Orval (1742-1801), général des armées de la République y est né.
- Camille Bainville, poète, y est né.
- Louis-Auguste Lapito, artiste peintre, y est né en 1803.
- Jules Édouard Roiné, sculpteur et médailleur, y meurt en 1916.
- Bernard Maitenaz, ingénieur Arts et Métiers et de l'École supérieure d'optique, président d'honneur d'Essilor et inventeur des verres Varilux y est né en 1926.
- Osanne, artiste peintre et graveur, y est née en 1934.
- Philippe Val humoriste, journaliste, chroniqueur et directeur de France Inter y a résidé jusqu'à 2016.
- Gil Alma, acteur, y vécut une vingtaine d’années.
- Bruno Salomone acteur et humoriste, y réside.
- Isabelle Renauld, actrice, y réside.
- Thomas Da Costa, acteur et rappeur y est né.

### Héraldique, logotype et devise
|  | Les armes de Joinville-le-Pont se blasonnent ainsi : Coupé : au premier d'azur aux trois fleurs de lys d'or surmontées d'un lambel d'argent, au second de gueules au pont de trois arches d'argent maçonné de sable, posé sur des ondes aussi d'argent mouvant de la pointe. |

## Pour approfondir